# FIFA Street 2
 (juillet 2017).
Si vous disposez d'ouvrages ou d'articles de référence ou si vous connaissez des sites web de qualité traitant du thème abordé ici, merci de compléter l'article en donnant les références utiles à sa vérifiabilité et en les liant à la section « Notes et références ».
FIFA Street 2  est un jeu vidéo de football développé par EA Sports BIG et édité par Electronic Arts.
Le jeu est sorti le 2 mars 2006 sur PlayStation 2, PSP, PC, Nintendo Game Cube, Nintendo DS et Xbox.
Il fait partie de la série FIFA Street dont il est le deuxième épisode.

## Système de jeu
FIFA Street 2 sur PlayStation 2 est un jeu de football (« soccer » au Québec) un peu particulier puisqu'ici, le score importe autant que le style avec lequel le personnage contrôlé joue. Dans des équipes à effectif réduit, l'objectif est de démontrer son talent de joueur de rue en jonglant avec le ballon ou en passant les adversaires avec style pour envoyer un boulet de canon dans les buts. Le jeu permet d'incarner plus de 200 joueurs réels souvent célèbres, membres de sélections nationales, et de les faire s'affronter dans une ambiance de rue loin des événements sportifs classiques.